# Gmina Linn (hrabstwo Cedar, Iowa)

Położenie Gminy Linn w hrabstwie Cedar

Gmina Linn (ang. Linn Township) – gmina w USA, w stanie Iowa, w hrabstwie Cedar. Według danych z 2000 roku gmina miała 201 mieszkańców, a jej powierzchnia wynosi 50,7 km².